# Baschi blu
Il Reparto prevenzione antibanditismo (popolarmente noto come baschi blu) fu un reparto speciale della Polizia di Stato, per la prevenzione e l'antibanditismo.

## Storia
Nato nel 1966 su iniziativa dell'allora capo della polizia Angelo Vicari e costituito organicamente presso il 2º Reparto celere di Padova, dopo la crescita dei sequestri di persona in Sardegna. Fu così che nei primi giorni del gennaio 1967 sbarcò nell'isola un migliaio d'uomini, appartenenti al neo costituito reparto speciale della polizia (conosciuto come i baschi blu) ed a quello omologo dei carabinieri.
Fu molto attivo in Sardegna, specialmente nel nuorese, nella località Abbasanta  tra il 1966 e il 1970.
Parteciparono attivamente nel contrastare la fuga di Miguel Atienza e Graziano Mesina il 17 giugno 1967: scoppiò un conflitto a fuoco nel quale Atienza uccise due agenti, rimanendo anch'egli ucciso.
Il reparto fu sciolto nel 1970.